# Emil Handschin
Emil Handschin (né le 19 mars 1928 à Bâle en Suisse, mort le 27 mai 1990 dans la même ville) est un joueur professionnel suisse de hockey sur glace.

## Carrière
Handschin commence sa carrière au CP Berne puis va rapidement au HC Davos. Mais après une saison, il fait toute sa carrière au HC Bâle.
Handschin a 133 sélections dans l'équipe de Suisse. Il participe aux Jeux olympiques de 1948, 1952 et 1956. En 1948, l'équipe suisse remporte la médaille de bronze.
Après sa retraite sportive, il crée une entreprise de plomberie.